# Ryūji Itō
Ryūji Itō (japanisch 伊藤 竜司 Itō Ryūji; * 23. Juli 1990 in der Präfektur Tokio) ist ein japanischer Fußballspieler.

## Karriere
Itō erlernte das Fußballspielen in der Schulmannschaft der Teikyo High School. Seinen ersten Vertrag unterschrieb er 2009 bei Yokohama FC. Der Verein spielte in der zweithöchsten Liga des Landes, der J2 League. Im Oktober 2010 wechselte er zum Drittligisten FC Ryūkyū. Für den Verein absolvierte er 36 Ligaspiele. 2012 wechselte er zum Zweitligisten Matsumoto Yamaga FC. Für den Verein absolvierte er drei Ligaspiele. 2013 wechselte er zum Drittligisten FC Ryukyu. Für den Verein absolvierte er 25 Ligaspiele. 2014 wechselte er zum Tokyo 23 FC. Für den Verein absolvierte er 53 Ligaspiele. 2017 wechselte er zum Drittligisten Fujieda MYFC. Für den Verein absolvierte er drei Ligaspiele. 2018 wechselte er zu Vonds Ichihara. Für den Verein absolvierte er 13 Ligaspiele. 2019 wechselte er zum Zweitligisten Tochigi SC.